# Moussa Balde
Pour les articles homonymes, voir Moussa et Balde.
Moussa Balde, né le 5 avril 1966 à Temento Semba (Sénégal), est un mathématicien et homme politique sénégalais.

## Biographie
Moussa Baldé grandi dans un environnement rural marqué par le travail agricole. Durant son enfance, il partage son temps entre le travail aux champs, guidant les bœufs attelés à la charrue de 8h à 13h, et les moments de détente dans la vallée environnante.
En l'absence d'école primaire dans son village natal, il est envoyé chez son grand père à 50 kilomètres pour s'inscrire à l'école Baba Moulaye Baldé de Dabo, ne retrouvant sa famille qu'aux vacances de Noël, de Pâques et pendant l'hivernage. Après ses études au CEM de Kolda, il poursuit son cursus au lycée Djignabo de Ziguinchor.
Il intègre ensuite la Faculté des sciences et Techniques de l'Université Cheikh Anta Diop (UCAD) où il obtient en 1993 un DEA en Géométrie Différentielle. Bénéficiaire d'une bourse de la Coopération française en 1994, il effectue un stage à Montpellier avant de poursuivre son parcours à l'Université de Rouen. Il y soutient en 1999 sa thèse de doctorat intitulée "Deux problèmes liés à la théorie du Contrôle et à la théorie des Singularités : Métriques Sous-Riemanniennes et Observabilité non linéaire".

## Carrière universitaire
De retour au Sénégal en 2000, il intègre le département de Mathématiques et Informatique de l'UCAD comme assistant puis comme maître-assistant en 2001, maître de conférences en 2008, et professeur titulaire de mathématiques en 2018.
Il contribue activement à la création de l'université Assane Seck de Ziguinchor et devient chercheur associé au Centre International de Physique Théorique (ICTP) d'Italie.

## Carrière politique
Son entrée en politique débute en 2011 au sein de l'Alliance pour la République (APR), où il devient coordinateur du Réseau des Universitaires Républicains (RUR).
En 2013, il est nommé directeur général de la Société de Développement Agricole et Industrielle (SODAGRI). L'année suivante, il est élu président du Conseil Départemental de Kolda, poste auquel il est réélu en janvier 2022.
Sa carrière ministérielle débute en avril 2019 comme ministre de l'Agriculture et de l'Équipement rural (MAER). Il devient ensuite ministre de l'Enseignement Supérieur de la Recherche et de l'Innovation (MESRI) en septembre 2022, puis ministre de l'Éducation Nationale de l'Enseignement Supérieur de la Recherche et de l'Innovation (MENESRI) en mars 2024.

## Distinction
- 2017 - Chevalier de l'Ordre national du Lion du Sénégal[18].
- 2023 - Membre correspondant de l'Académie des sciences, belles-lettres et arts de Rouen[19].